# Lipotriches latifacies
Lipotriches latifacies är en biart som först beskrevs av Embrik Strand 1911.  Lipotriches latifacies ingår i släktet Lipotriches och familjen vägbin. Inga underarter finns listade i Catalogue of Life.